# Berchemia
Genre
Synonymes
- Oenoplea Michaux ex R. Hedwig[2]

Berchemia est un genre de plantes à fleurs de la famille des Rhamnaceae. Ce sont des arbres.

## Liste des espèces et variétés
Selon BioLib (11 août 2017) :
- Berchemia flavescens Wall.
- Berchemia giraldiana Schneid.
- Berchemia multinervis (A. Br.) Heer †
- Berchemia racemosa Siebold & Zucc.
- Berchemia scandens (Hill) K. Koch

Selon Catalogue of Life (11 août 2017) :
- Berchemia annamensis Pit.

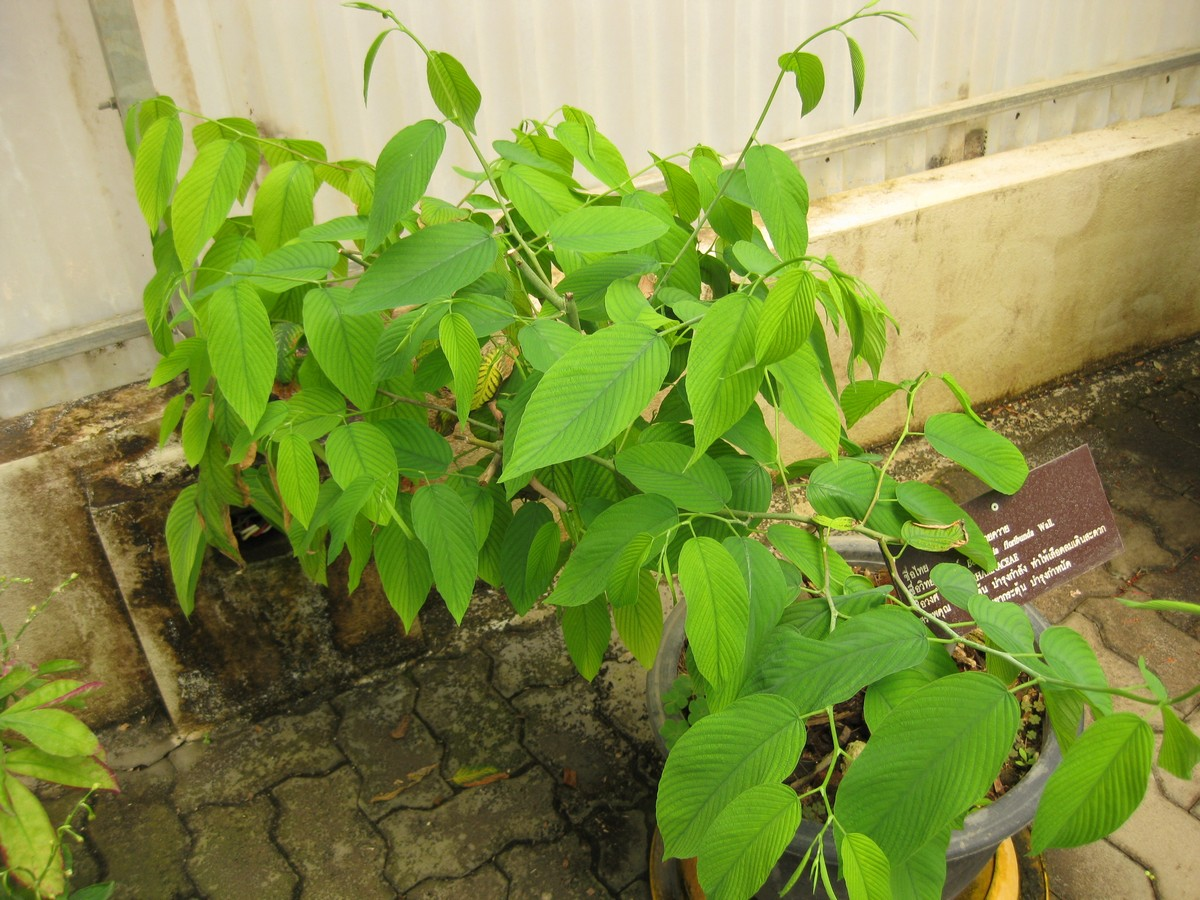
Berchemia floribunda, Jardin botanique de la reine Sirikit, Thaïlande

- Berchemia barbigera C. Y. Wu ex Y. L. Chen
- Berchemia brachycarpa C. Y. Wu ex Y. L. Chen
- Berchemia cinerascens (BI.) Miq.
- Berchemia compressicarpa D. Fang & C.Z. Gao
- Berchemia discolor (Kl.) Hemsley
- Berchemia ecorollata F. Müll.
- Berchemia edgeworthii Lawson
- Berchemia elmeri C. K. Schneid.
- Berchemia flavescens (Wall. ex Roxb.) Brongn.
- Berchemia floribunda (Wall.) Brongn.
- Berchemia formosana C.K. Schneid.
- Berchemia girardiana Schn.
- Berchemia hirtella Tsai & K.M. Feng
- Berchemia hispida (Tsai & K.M. Feng) Y. L. Chen & P. K. Zhou
- Berchemia huana Rehd.
- Berchemia jainiana Pusalkar & D.K.Singh
- Berchemia koganii V.V. Nikitin ex M. Tulyaganova
- Berchemia kulingensis C.K. Schneid.
- Berchemia lineata (L.) DC.
- Berchemia longipedicellata Y.L. Chen & P.K. Chou
- Berchemia longipes Y. L. Chen & P. K. Chou
- Berchemia longiracemosa Okuyama
- Berchemia loureiriana Lec.
- Berchemia magna Koidz.
- Berchemia medogensis Y.L.Chen & Y.F.Du
- Berchemia omeiensis W.P.Fang ex Y.L.Chen & P.K.Chou
- Berchemia pakistanica K. Browicz
- Berchemia pauciflora Maxim.
- Berchemia philippinensis Vidal
- Berchemia polyphylla Wall. ex M.A. Lawson
- Berchemia racemosa Sieb. & Zucc.
- Berchemia scandens (Hill) K. Koch
- Berchemia sinica C.K. Schneid.
- Berchemia yunnanensis Franch.
- Berchemia zeyheri (Sond.) Grubov

Selon GRIN (11 août 2017) :
- Berchemia discolor (Klotzsch) Hemsl.
- Berchemia edgeworthii M. A. Lawson
- Berchemia floribunda (Wall.) Brongn.
- Berchemia lineata (L.) DC.
- Berchemia magna (Makino) Koidz.
- Berchemia polyphylla Wall. ex M. A. Lawson
- Berchemia racemosa Siebold & Zucc.
- Berchemia scandens (Hill) K. Koch
- Berchemia zeyheri (Sond.) Grubov

Selon ITIS (11 août 2017) :
- Berchemia scandens (Hill) K. Koch

Selon NCBI (11 août 2017) :
- Berchemia berchemiifolia
- Berchemia discolor
- Berchemia edgeworthii
- Berchemia flavescens
- Berchemia floribunda
- Berchemia formosana
- Berchemia hirtella
- Berchemia huana
- Berchemia kulingensis
- Berchemia lineata
- Berchemia pakistanica
- Berchemia polyphylla
  - variété Berchemia polyphylla var. leioclada
- Berchemia racemosa
- Berchemia scandens
- Berchemia sinica
- Berchemia zeyheri

Selon The Plant List (11 août 2017) :
- Berchemia alnifolia H.Lév.
- Berchemia annamensis Pit.
- Berchemia arisanensis Y.C.Liu & F.Y.Lu
- Berchemia axilliflora C.Y.Cheng
- Berchemia barbigera C.Y.Wu
- Berchemia brachycarpa C.Y.Wu
- Berchemia burmanniana DC.
- Berchemia cavaleriei H.Lév.
- Berchemia chanetii H.Lév.
- Berchemia cinerascens (Blume) Miq.
- Berchemia compressicarpa D.Fang & C.Z.Gao
- Berchemia discolor (Klotzsch) Hemsl.
- Berchemia edgeworthii Lawson
- Berchemia elmeri C.K.Schneid.
- Berchemia flavescens (Wall.) Wall. ex Brongn.
- Berchemia floribunda (Wall.) Brongn.
- Berchemia fournieri Pancher & Sebert
- Berchemia giraldiana C.K.Schneid.
- Berchemia hirtella H.T.Tsai & K.M.Feng
- Berchemia hispida (H.T.Tsai & K.M.Feng) Y.L.Chen & P.K.Chou
- Berchemia huana Rehder
- Berchemia hypochrysa C.K.Schneid.
- Berchemia jainiana Pusalkar & D.K.Singh
- Berchemia kulingensis C.K.Schneid.
- Berchemia laotica Tardieu
- Berchemia lineata (L.) DC.
- Berchemia longipedicellata Y.L.Chen & P.K.Chou
- Berchemia longipes Y.L.Chen & P.K.Chou
- Berchemia longiracemosa Okuyama
- Berchemia loureiriana DC.
- Berchemia medogensis Y.L.Chen & Y.F.Du
- Berchemia nana W.W.Sm.
- Berchemia omeiensis D.Fang
- Berchemia pakistanica Browicz
- Berchemia pauciflora Maxim.
- Berchemia philippinensis S.Vidal
- Berchemia poilanei Tardieu
- Berchemia polyphylla Wall. ex M.A.Lawsen
- Berchemia pubiflora (Decne.) Miq.
- Berchemia pycnantha C.K.Schneid.
- Berchemia racemosa Siebold & Zucc.
- Berchemia scandens (Hill) K.Koch
- Berchemia sessiliflora Benth.
- Berchemia sinica C.K.Schneid.
- Berchemia trichoclada (Rehder & E.H.Wilson) Hand.-Mazz.
- Berchemia yemenensis Deflers
- Berchemia yunnanensis Franch.
- Berchemia zeyheri (Sond.) Grubov

Selon Paleobiology Database (11 août 2017) :
- Berchemia mellerae

Selon Tropicos (11 août 2017) (Attention liste brute contenant possiblement des synonymes) :
- Berchemia alnifolia H. Lév.
- Berchemia annamensis Pit.
- Berchemia arisanensis Y.C. Liu & F.Y. Lu
- Berchemia axilliflora W.C. Cheng
- Berchemia barbigera C.Y. Wu ex Y.L. Chen & P.K. Chou
- Berchemia berchemiifolia (Makino) Koidz.
- Berchemia brachycarpa C.Y. Wu ex Y.L. Chen & P.K. Chou
- Berchemia burmanniana DC.
- Berchemia cavaleriei H. Lév.
- Berchemia chanetii H. Lév.
- Berchemia cinerascens Miq.
- Berchemia compressicarpa D. Fang & C.Z. Gao
- Berchemia congesta S. Moore
- Berchemia discolor (Klotzsch) Hemsl.
- Berchemia edgeworthii M.A. Lawson
- Berchemia elmeri C.K. Schneid.
- Berchemia fagifolia H. Koidz.
- Berchemia flavescens (Wall.) Brongn.
- Berchemia floribunda (Wall.) Brongn.
- Berchemia formosana C.K. Schneid.
- Berchemia fournieri Pancher & Sebert
- Berchemia giraldiana C.K. Schneid.
- Berchemia hirtella Tsai & K.M. Feng
- Berchemia hispida (Tsai & K.M. Feng) Y.L. Chen & P.K. Chou
- Berchemia huana Rehder
- Berchemia hypochrysa C.K. Schneid.
- Berchemia kulingensis C.K. Schneid.
- Berchemia laotica Tardieu
- Berchemia lineata (L.) DC.
- Berchemia longipedicellata Y.L. Chen & P.K. Chou
- Berchemia longipes Y.L. Chen & P.K. Chou
- Berchemia longiracemosa Okuyama
- Berchemia loureiriana DC.
- Berchemia magna (Makino) Koidz.
- Berchemia medogensis Y.L. Chen & Y.F. Du
- Berchemia nana W.W. Sm.
- Berchemia ohwii Kaneh. & Hatus. ex Kaneh.
- Berchemia omeiensis W.P. Fang ex S.Y. Jin & Y.L. Chen
- Berchemia pakistanica Browicz
- Berchemia pauciflora Maxim.
- Berchemia philippinensis S. Vidal
- Berchemia poilanei Tardieu
- Berchemia poiretiana DC.
- Berchemia polyphylla Wall. ex M.A. Lawson
- Berchemia pubiflora Miq.
- Berchemia pycnantha C.K. Schneid.
- Berchemia racemosa Siebold & Zucc.
- Berchemia scandens (Hill) K. Koch
- Berchemia sessiliflora Benth.
- Berchemia sinica C.K. Schneid.
- Berchemia trichoclada (Rehder & E.H. Wilson) Hand.-Mazz.
- Berchemia volubilis (L. f.) DC.
- Berchemia wilsonii (C.K. Schneid.) Koidz.
- Berchemia yemensis Deflers
- Berchemia yunnanensis Franch.
- Berchemia zeyheri (Sond.) Grubov